# Westermannia flavipuncta
Westermannia flavipuncta är en fjärilsart som beskrevs av Warren. Westermannia flavipuncta ingår i släktet Westermannia och familjen trågspinnare. Inga underarter finns listade i Catalogue of Life.